# Haglaz
| Haglaz           | Haglaz             | Haglaz             | Haglaz             | Haglaz             | Haglaz         | Haglaz         |
| Nome             | Proto-germanico    | Proto-germanico    | Antico inglese     | Antico inglese     | Norreno        | Norreno        |
| ---------------- | ------------------ | ------------------ | ------------------ | ------------------ | -------------- | -------------- |
| Nome             | *Haǥ(a)laz         | *Haǥ(a)laz         | Hægl               | Hægl               | Hagall         | Hagall         |
| Significato      | grandine           | grandine           | grandine           | grandine           | grandine       | grandine       |
| Forma            | Fuþark antico      | Fuþark antico      | Fuþorc             | Fuþorc             | Fuþark recente | Fuþark recente |
| Forma            |                    |                    |                    |                    |                |                |
| Unicode          | ᚺ ᚻ U+16BA, U+16BB | ᚺ ᚻ U+16BA, U+16BB | ᚺ ᚻ U+16BA, U+16BB | ᚺ ᚻ U+16BA, U+16BB | ᚼ U+16BC       | ᚽ U+16BD       |
| Traslitterazione | h                  | h                  | h                  | h                  | h              | h              |
| Trascrizione     | h                  | h                  | h                  | h                  | h              | h              |
| IPA              | [h]                | [h]                | [h]                | [h]                | [h]            | [h]            |
| Ordine alfab.    | 9                  | 9                  | 9                  | 9                  | 7              | 7              |

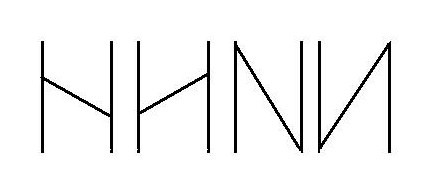
Varie forme della runa haglaz nel Fuþark antico.

*Haglaz o *Hagalaz (in italiano "grandine") è il nome proto-germanico ricostruito della runa del Fuþark antico h; in tale alfabeto la lettera esiste in due varianti, a barra singola (carattere Unicode ᚺ) e a barra doppia (carattere Unicode ᚻ): la variante a barra doppia si trova nelle iscrizioni runiche dell'Europa continentale, mentre in quelle scandinave si trova unicamente la variante a barra singola.
La runa haglaz esiste anche nel Fuþorc anglosassone e frisone con il nome di Hægl; anche in tale alfabeto la runa presenta le due varianti a barra singola e doppia: la prima compare nelle iscrizioni più antiche, mentre la seconda si presenta a partire dal VII secolo (le prime occorrenze di tale variante nel Fuþorc si hanno su un solidus del periodo 575-625 trovato ad Harlingen e sul cristogramma sulla bara di Cutberto di Lindisfarne). Dalla runa haglaz è anche derivata la runa Hagall del Fuþark recente, in due versioni (caratteri Unicode ᚼ e ᚽ).
Il nome della corrispondente lettera dell'alfabeto gotico (, 𐌷) è hagl.

## Poemi runici
La runa haglaz compare in tutti e tre i poemi runici, in cui viene chiamata Hagall (poemi norvegese ed islandese) e Hægl (poema inglese):
| Poema runico: | Traduzione: |
| Antico norvegese Hagall er kaldastr korna; Kristr skóp hæimenn forna.                                                        | La grandine è il più freddo dei chicchi; Cristo creò il mondo antico.                                                                                   |
| Antico islandese Hagall er kaldakorn ok krapadrífa ok snáka sótt.                                                            | La grandine è un chicco freddo e una doccia di nevischio e il male dei serpenti.                                                                        |
| Antico inglese Hægl byþ hwitust corna; hwyrft hit of heofones lyfte, wealcaþ hit windes scura; weorþeþ hit to wætere syððan. | La grandine è il più bianco dei chicchi; è fatto vorticare dalla volta del cielo ed è lanciato in giro da raffiche di vento e poi si scioglie in acqua. |

## Legami col nazismo
L'autore Claudio Gatti giornalista della Repubblica indica la runa come lettera «H» usata come simbolo del saluto nazista «Heil Hitler».
È da sottolineare come le rune, seppur utilizzate dal regime nazista in una versione “esoterica” e distorta, non abbiano con l’ideologia nazista alcun legame diretto, in quanto antichi simboli appartenenti alla cultura europea da millenni ad oggi ancora utilizzati dagli eteni in tutta Europa.